# Désházi István
Désházi István máshol Désházy (élt 15–16. század) Knin püspöke. Mennyőn volt birtoka.

## Élete
Édesapja Désházi Kelemen volt. II. Ulászló 1515-ben váradi préposttá nevezte ki II. Lajos familiárisa lett körülbelül 1516-ban. 1523-ban választották meg knini püspöknek, előtte Zengg püspöke volt. 1522-ben követségben járt Nürnbergben, hogy a német fejedelmektől segítséget kérjen a törökök ellen.

Mennyőn az ottani gótikus templom faragott vörös márvány kapuzatát ő készíttette el Johannes Fiorentinus itáliai kőfaragóval.